# Oshkosh Striker

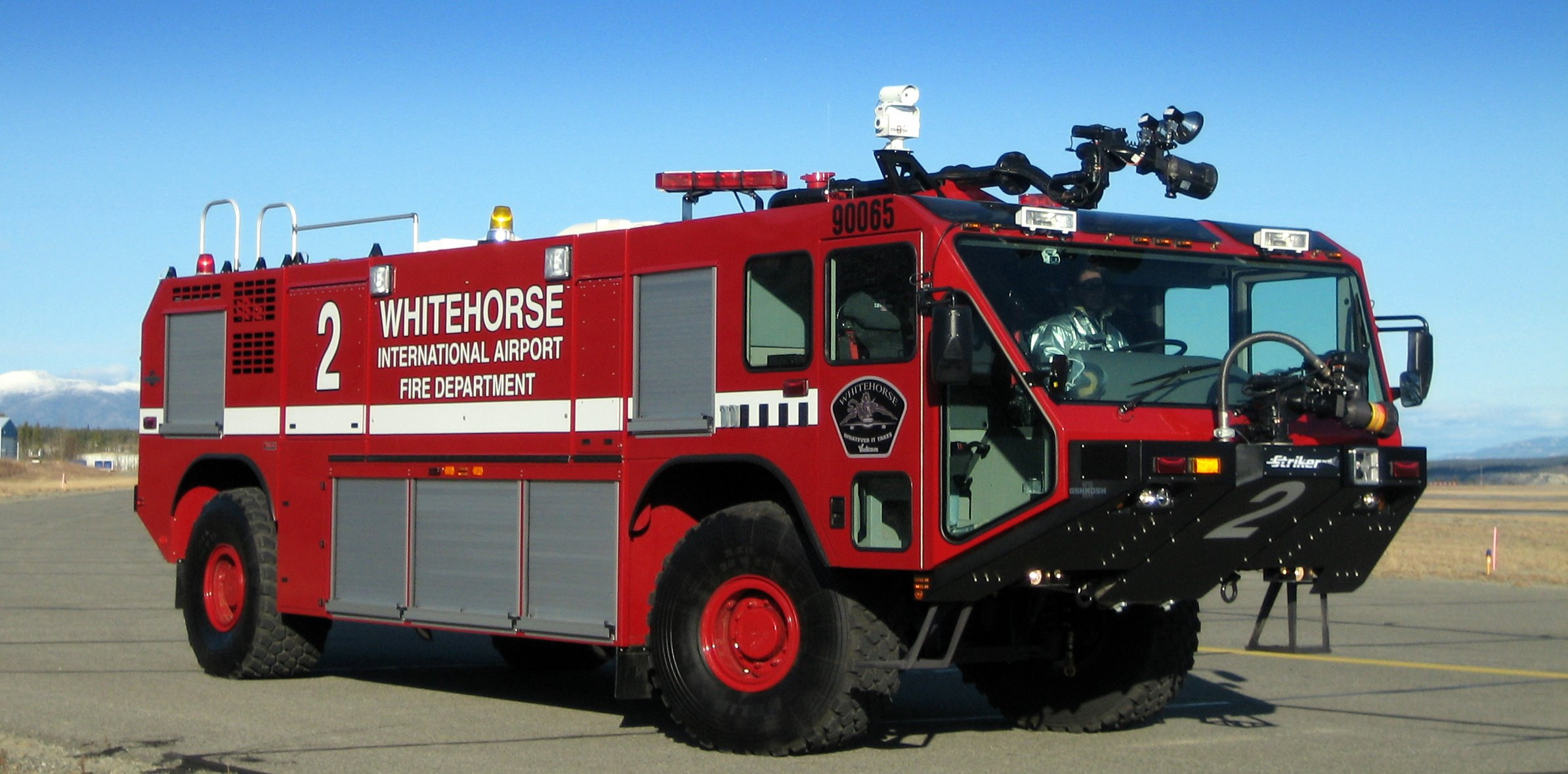
Oshkosh Striker 1500, Flughafen Whitehorse International

Der Oshkosh Striker ist ein Flugfeldlöschfahrzeug (FLF), das von dem Bereich Oshkosh Airport Products der Oshkosh Corporation in der Pierce Mfg. Fabrik in Appleton (Wisconsin), USA gebaut wird.
Es ist nicht zu verwechseln mit dem Stryker, einem vierachsigen gepanzerten Militärfahrzeug.
Es gibt drei Varianten des Strikers:
- Striker 1500 bzw. neuerdings als Striker 4×4 bezeichnet, mit einer Wasserkapazität von 1500 Gallonen also mit 5678 Litern auf einem 4×4 Fahrwerk[1]
- Striker 3000 bzw. neuerdings als Striker 6×6 bezeichnet, mit einer Wasserkapazität von 3000 Gallonen, also mit 11.356 Litern auf einem 6×6-Fahrwerk[2]
- Striker 4500 bzw. neuerdings als Striker 8×8 bezeichnet, mit einer Wasserkapazität von 4500 Gallonen, also mit 17.034 Litern auf einem 8×8 Fahrwerk[3]

Alle Varianten sind mit dem hauseigenen Löschgelenkarm Snozzle HRET verfügbar.

## Geschichte
Der Striker basiert auf dem Oshkosh T1500/T3000 und wurde 2001 vorgestellt.

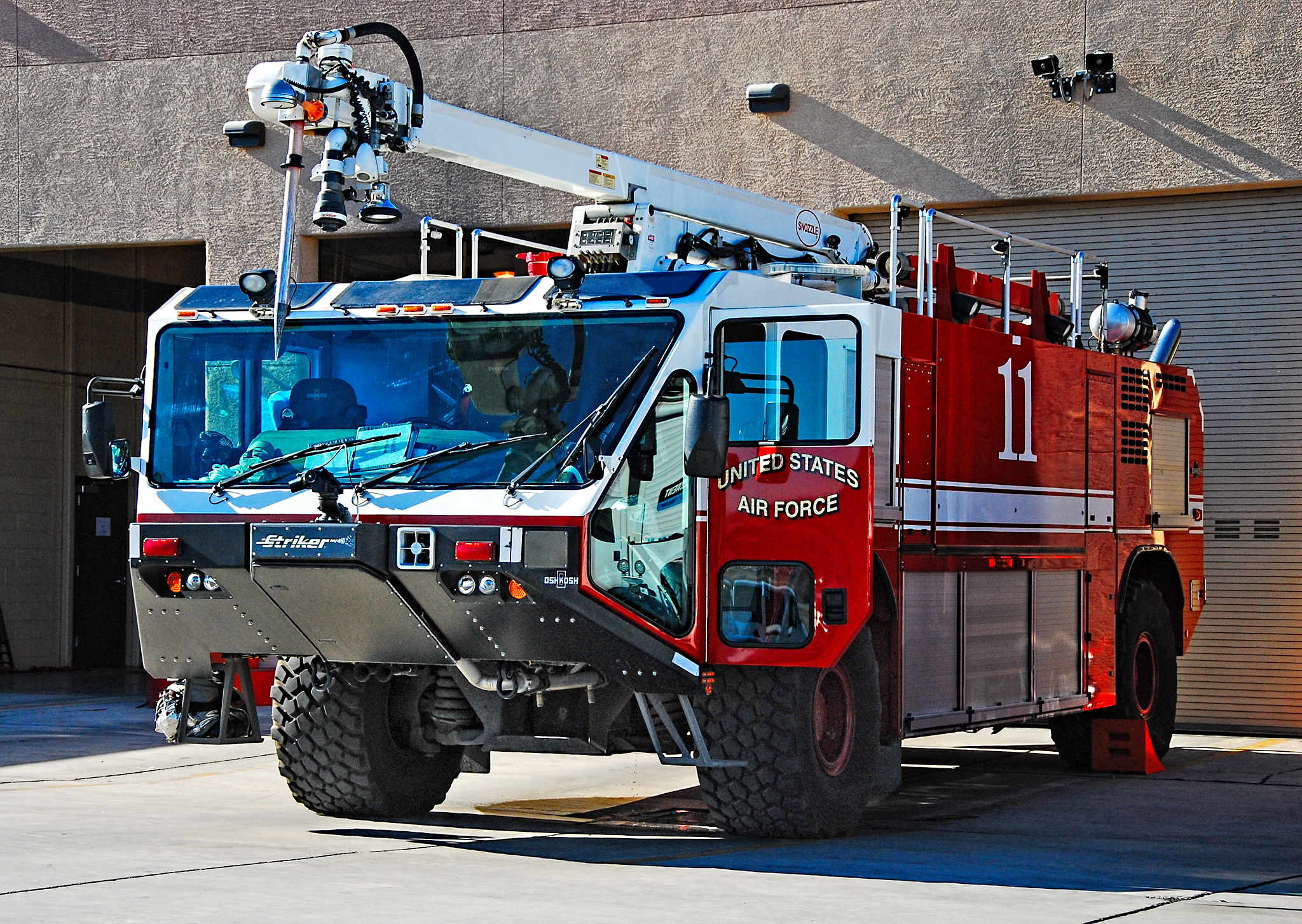
Oshkosh Striker 1500 mit HRET, Nellis Air Force Base, USA

Im April 2010 präsentierte Oshkosh einen modernisierten Striker. Anfänglich hießen die Fahrzeuge weiterhin Striker 1500, Striker 3000 und Striker 4500, später wurden alle drei umbenannt zu Striker 4×4, Striker 6×6 und Striker 8×8. Außer dass sich das Aussehen geändert hat, wurden sie um 2000 lbs. (907 kg) leichter,  was die Manövrierfähigkeit verbessern soll. Allerdings änderte sich das zulässige Gesamtgewicht des Striker 1500 von 26.304 auf 28.123 kg des 4×4. Beim Striker 3000 stieg das Gesamtgewicht von 39.456 auf 42.183 kg des 6×6. Die Höchstgeschwindigkeit und die Beschleunigung von 0 auf 80 km/h blieben gleich. Außerdem wurde der Motor ausgetauscht. Der Sechszylinder-Diesel Caterpillar C-16  mit 506 kW der Striker 1500/3000 wurde durch einen 700-PS-Deutz TCD 16.0L V8 Diesel der Striker 4×4/6×6 ersetzt. Der Striker 4500 wurde zwar auch in Striker 8×8 umbenannt, aber das Aussehen blieb gleich, nur das zulässige Gesamtgewicht von 52.608 kg stieg auf 56.245 kg.
Seit dem Jahr 2011 wird der auch HRET genannte Snozzle, ein Löschgelenkarm, für die Striker angeboten. 2012 wurde der Snozzle mit allen Patenten von Crash Rescue Equipment Services Inc. gekauft. Den Snozzle gibt es in zwei Varianten mit 15,24 m (50 ft) und mit 19,81 m (65 ft) maximaler Gesamthöhe.
Auf der Interschutz 2015 wollte Oshkosh einen Striker 8×8 mit zwei Motoren vorstellen.

Am 16. Februar 2017 kündigte Oshkosh den Striker 8×8 im neuen Design (wie beim 4×4 und 6×6) mit den zwei Motoren an. Zu sehen war er vom 27. bis zum 29. April 2017 auf der FDIC International in  Indianapolis, Indiana.

2018 kam dann das Datenblatt.
Die Beschleunigung des Strikers von 0 auf 80 km/h beträgt 20 Sekunden, also 15 Sekunden weniger als die des „alten“ Strikers. Die Höchstgeschwindigkeit stieg auf 125 km/h.
Anfang 2021 (Zwischen und ) gab es ein weiteres Redesign der Striker Familie. Deutlich an der Fahrertür und dem Dach zu sehen.
Im Juni 2021 wurde der Striker Volterra als 4×4 und 6×6 vorgestellt. Es sind Hybridfahrzeuge, ein Elektromotor mit Batterien unterstützen den Dieselmotor. Der Striker Volterra 6×6 beschleunigt dadurch von 0–80 km/h in 25 Sekunden.

## 1500 4×4

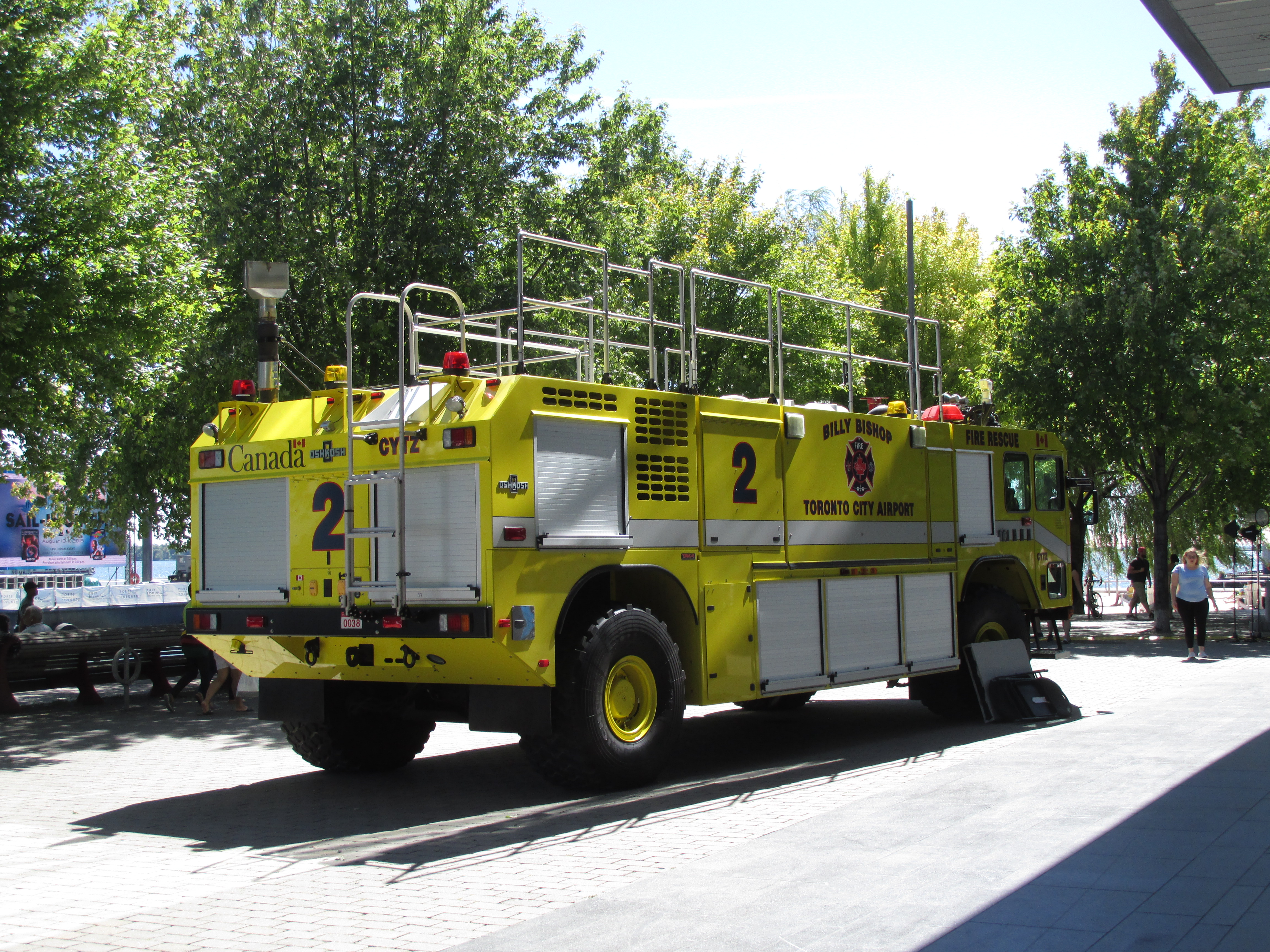
Oshkosh Striker 1500, Flughafen Billy Bishop, Toronto City, Kanada

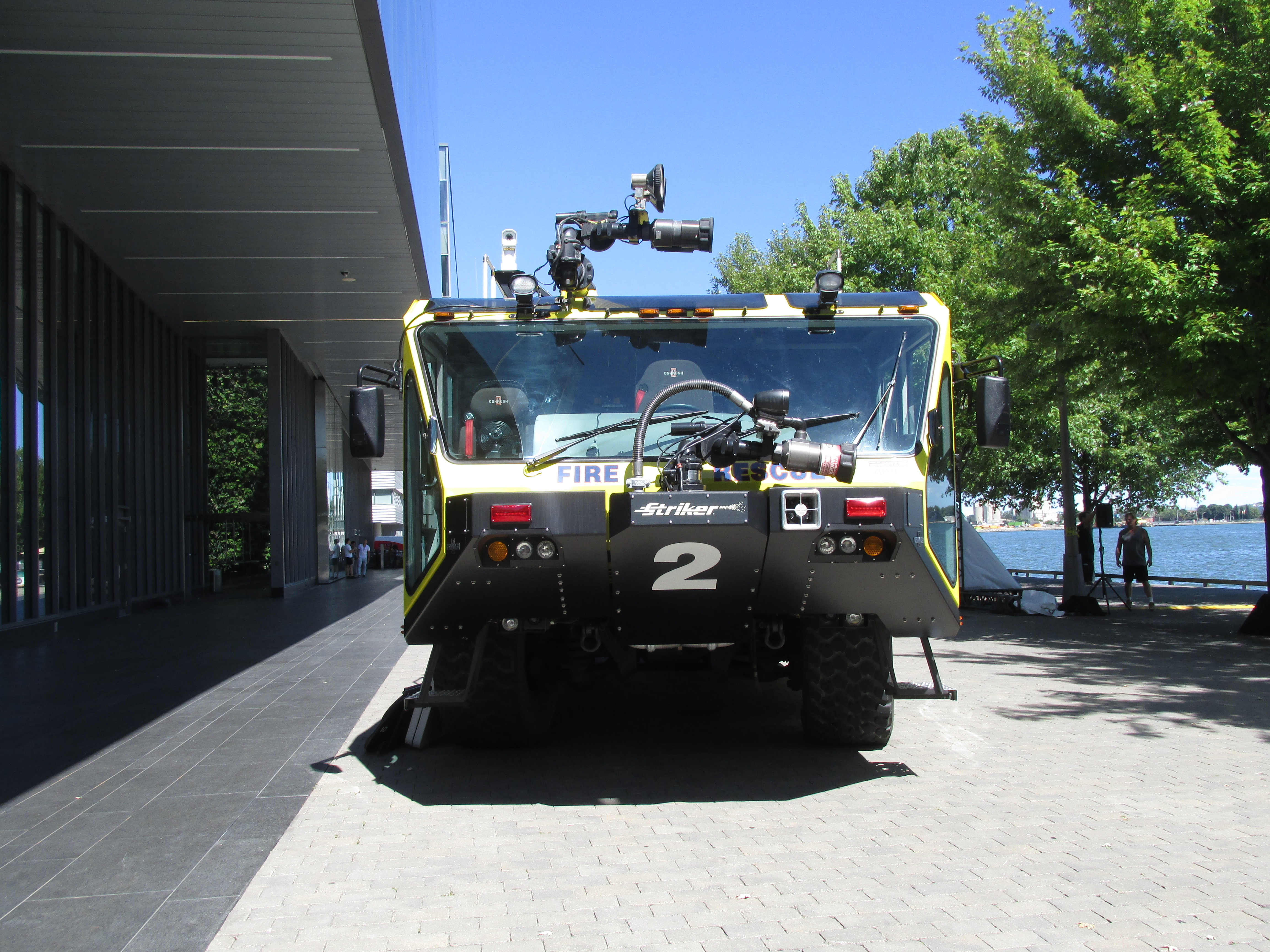
Oshkosh Striker 1500, Flughafen Billy Bishop, Toronto City, Kanada

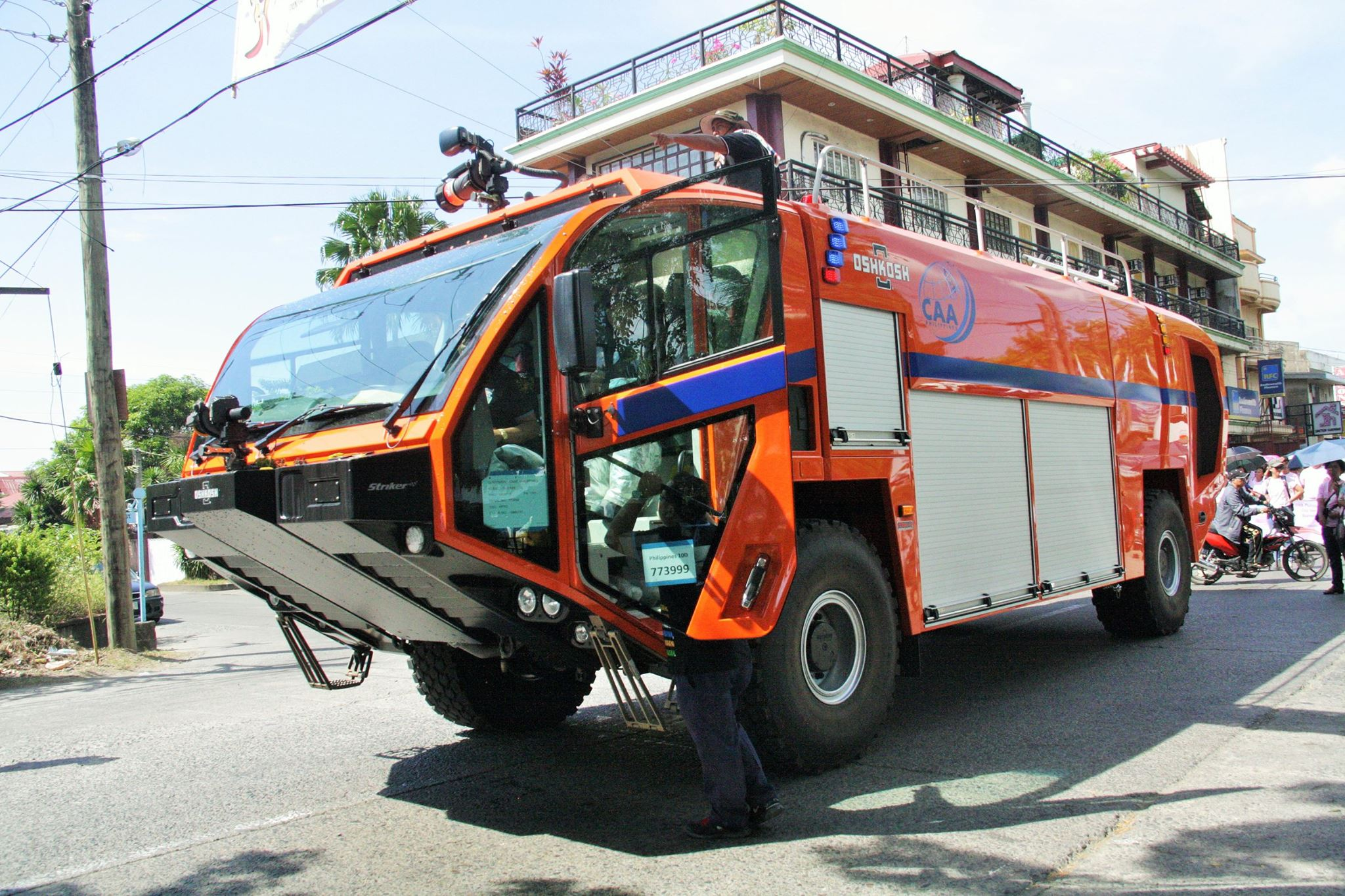
Oshkosh Striker 4x4, Catanduanes

Der Striker 1500, seit dem Neudesign Striker 4×4 genannt, ist ein Zweiachsfahrzeug mit folgenden Hauptmerkmalen:
- Besatzung: 1 + 4
- Pumpenmotor: Power divider
- Mögliche mitgeführte Wassermenge: 1500 gal. (5678 l)
- Mögliche mitgeführte Schaummittelmenge: 210 gal. (795 l)

Das Fahrzeug gibt es in drei Varianten.
Genauere Daten des Striker 1500 findet man in . Daten zur ersten Version des Striker 4×4 in 
(PDF). Zum neuesten Design findet sich auf der Oshkosh Striker 4×4 Seite  (PDF) kaum noch Daten. Selbst die mögliche maximale mitfürbare Wassermenge ist nicht angegeben.
Technische Daten Striker 1500 (ab ca. 2010)
- Motor: Caterpillar C-16 Diesel; 680 bhp (506 kW)
- Beschleunigung: 0–80 km/h in 25 Sekunden
- Höchstgeschwindigkeit: 112 km/h
- Länge × Breite × Höhe: 415 in × 122 in × 136 in / 150 in (HRET)
- Länge × Breite × Höhe: 10,54 m × 3,1 m × 3,454 m / 3,81 m (HRET)
- Gesamtgewicht: 58.000 lbs (26.304 kg)
- Löschmittelabgabe: Frontmonitor (optional Absenkbar) sowie Dachmonitor oder Snozzle HRET

Technische Daten Striker 4×4 (vor 2013)
- Motor: Deutz TCD 16.0 L V-8; 697 hp
- Beschleunigung: 0–80 km/h < 25 Sekunden
- Höchstgeschwindigkeit: 113 km/h
- Länge × Breite × Höhe: 426 in × 120 in (US) / 118 in (EU) × 140 in
- Länge × Breite × Höhe: 10,82 m × 3,05 m (US) / 3,0 m × (EU) × 3,56 m
- Gesamtgewicht: 62.000 lbs (28.123 kg). Nach [21] soll er aber dennoch 2.000 lbs. (907 kg) leichter als der Striker 1500 sein.
- Löschmittelabgabe: Frontmonitor (optional Absenkbar) sowie Dachmonitor oder Snozzle HRET

Technische Daten Striker 6×6 v2 (ab ca. 2021)
- Löschmittelabgabe: Frontmonitor (optional Absenkbar) sowie Dachmonitor oder Snozzle HRET mit 15,24 m (50 ft) oder 19,81 m (65 ft) Einsatzhöhe[1] (nur 15,24 m (50 ft) in[22]).

## 3000 6×6

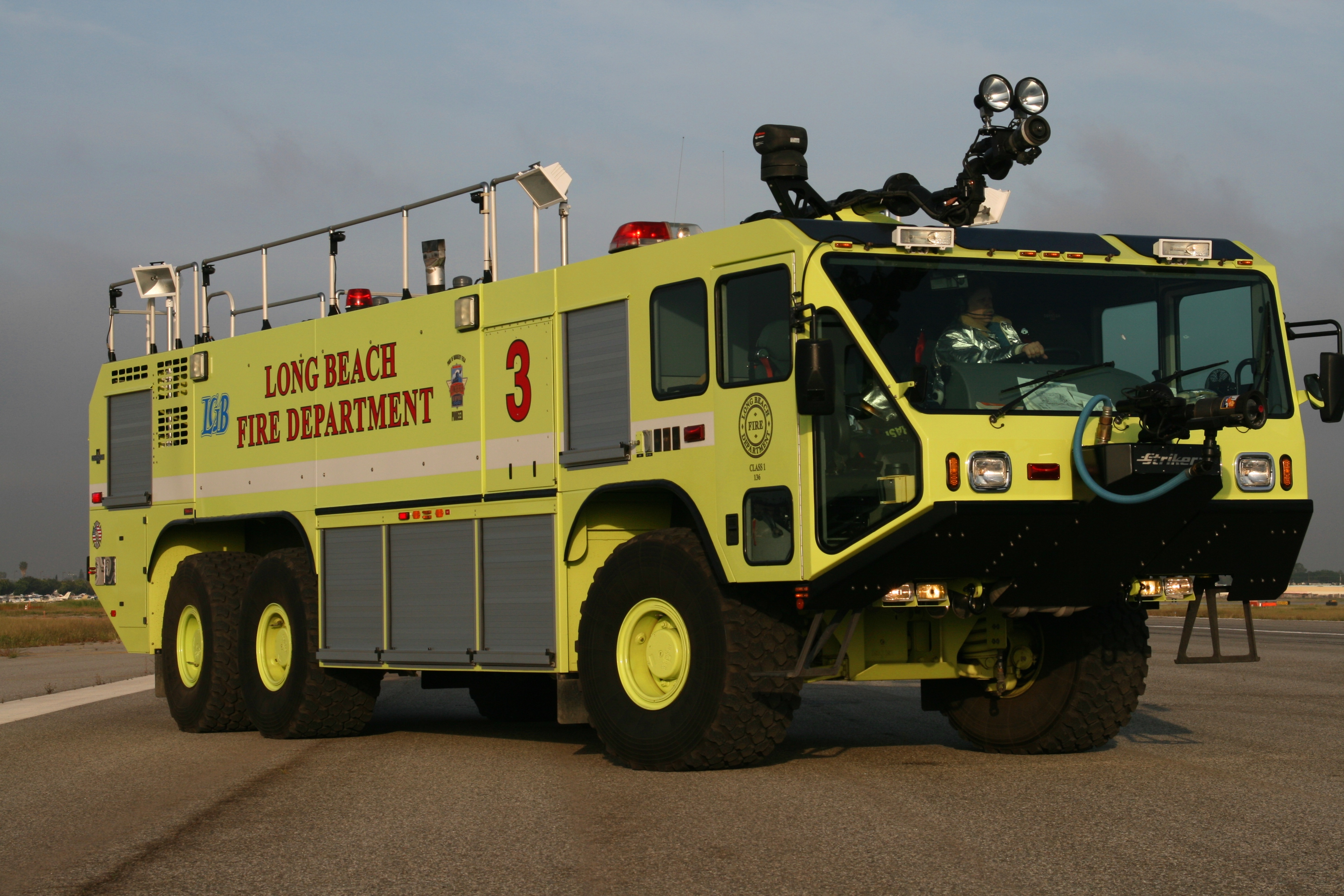
Oshkosh Striker 3000 des Flughafens Long Beach Airport, Los Angeles County, California, USA

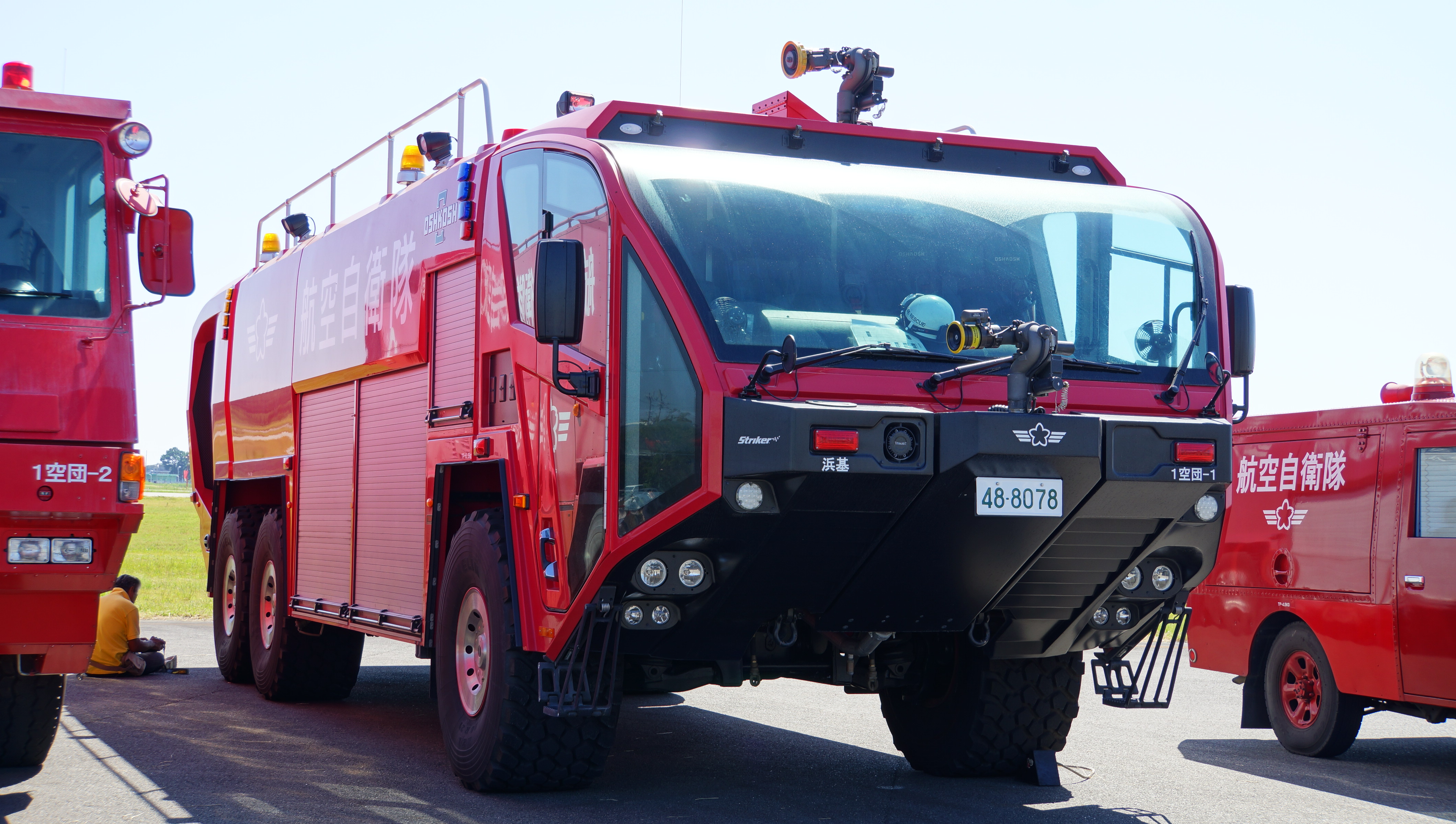
Oshkosh Striker 6x6 JASDF Hamamatsu Air Base, Japan

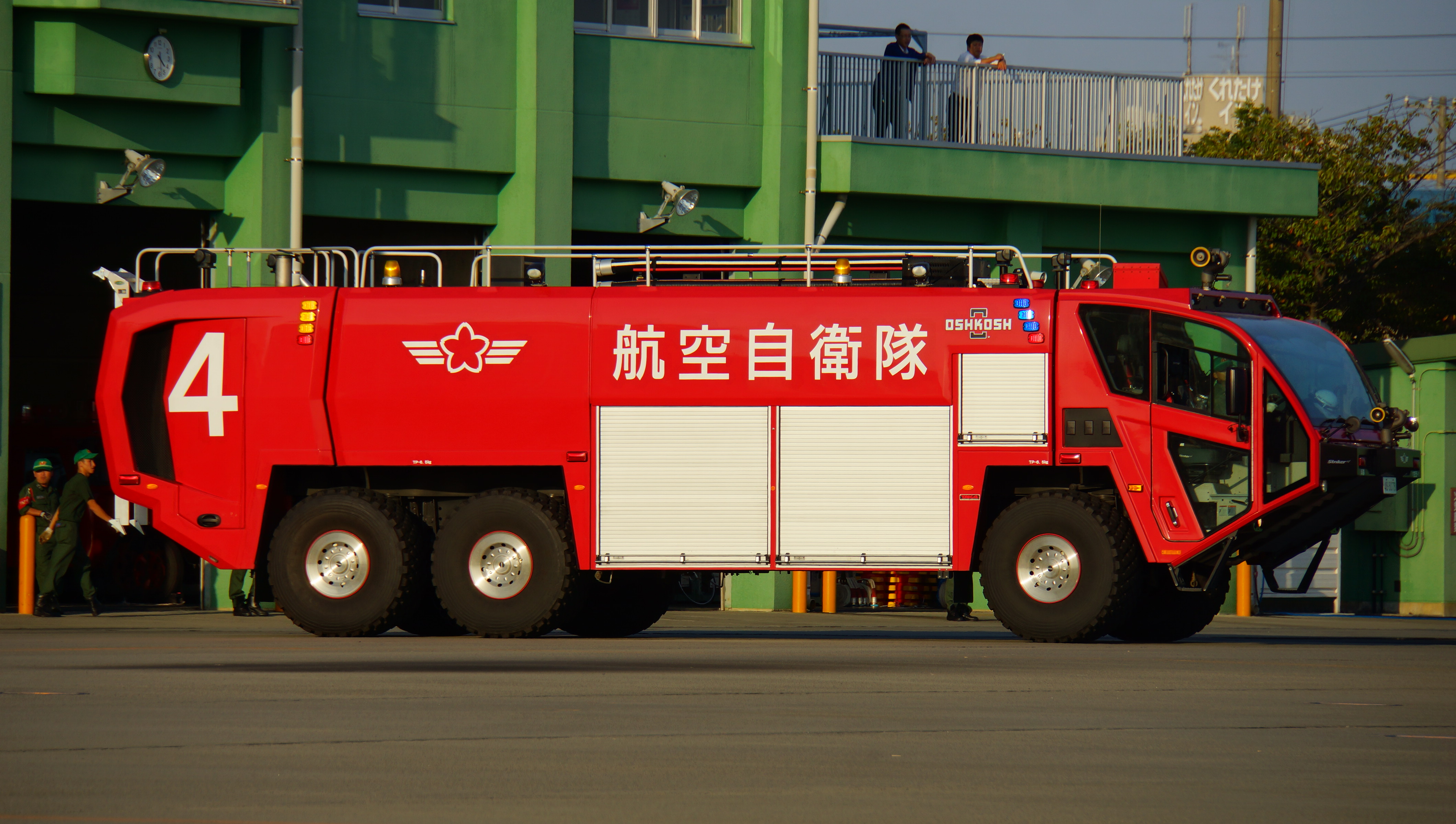
Oshkosh Striker 6x6 JASDF Hamamatsu Air Base, Japan

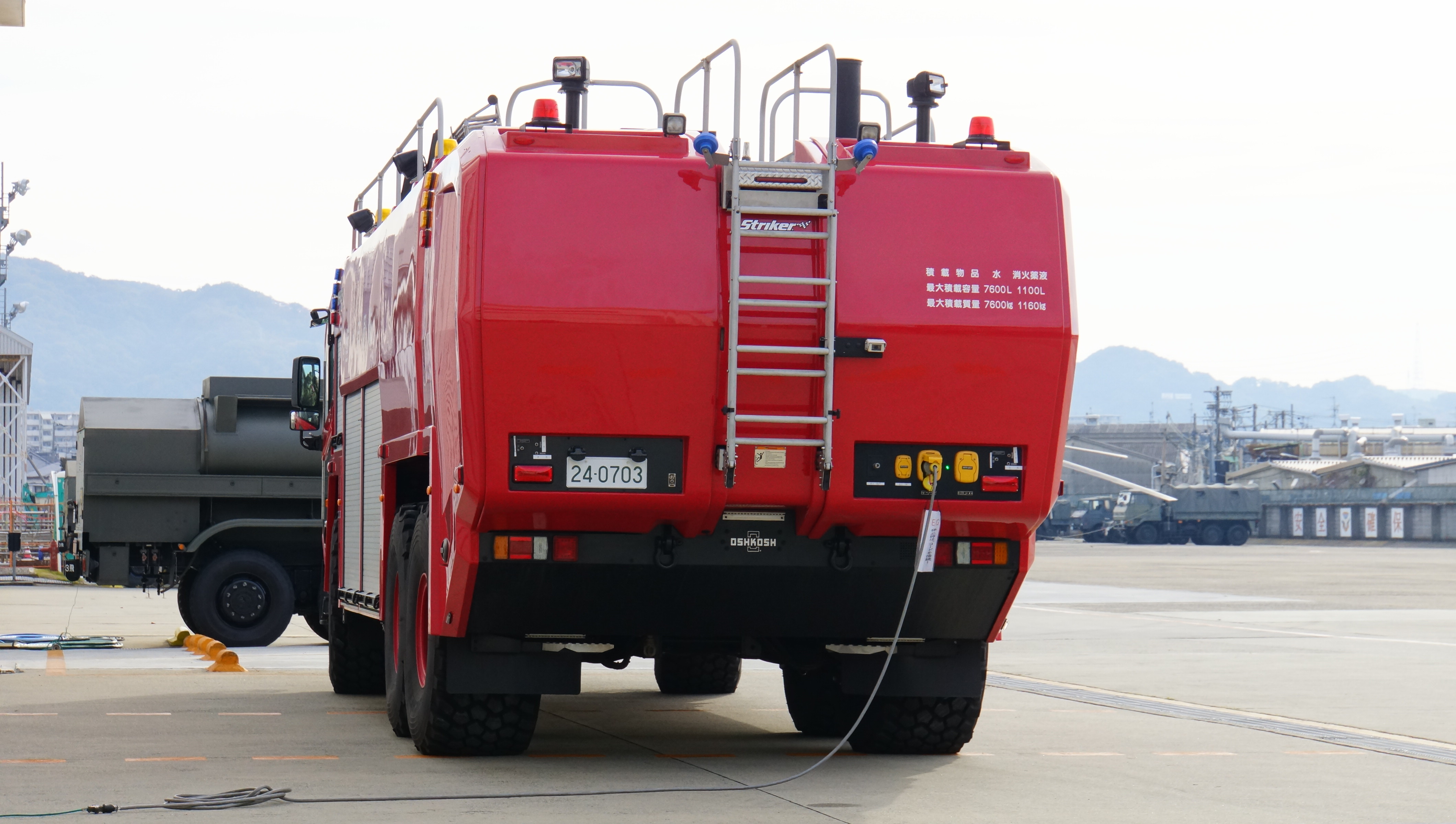
Oshkosh Striker 6x6 JGSDF Camp Yao, Japan

Der Striker 3000, seit dem neudesign Striker 6×6 genannt, ist ein Drei-Achs Fahrzeug mit folgenden Hauptmerkmalen.
- Besatzung: 1+4
- Pumpenmotor: Power divider
- Maximal mitzuführende Wassermenge: 3.000 gallons (11.356 l)
- Maximal mitzuführende Schaummittelmenge: 420 gallons (1.590 l)

Das Fahrzeug gibt es in drei Generationen.
Genauere Daten des Striker 3000 findet man in  (PDF). Daten zur ersten Version des Striker 6×6 in (PDF

). Zum neuesten Design findet sich auf der Oshkosh Striker 6×6 Seite (PDF) kaum noch Daten. Selbst die mögliche maximale mitfürbare Wassermenge ist nicht angegeben.
Technische Daten Striker 3000 (ca. 2001)
- Motor: Caterpillar C-16 Diesel; 680 bhp (506 kW)
- Beschleunigung: 0–80 km/h in 35 Sekunden
- Höchstgeschwindigkeit: > 112 km/h
- Länge × Breite × Höhe: 475 in × 122 in × 136 in / 150 in (HRET)
- Länge × Breite × Höhe: 12,07 m × 3,1 m × 3,454 m / 3,81 m (HRET)
- Gesamtgewicht: 87.000 lbs (39.456 kg)
- Löschmittelabgabe: Frontmonitor (optional Absenkbar) sowie Dachmonitor oder Snozzle HRET

Technische Daten Striker 6×6 (ab ca. 2010)
- Motor: Deutz TCD 16.0 L V-8, 697 hp
- Beschleunigung: 0–80 km/h in 35 Sekunden
- Höchstgeschwindigkeit: > 113 km/h
- Länge × Breite × Höhe: 475 in × 120 in (US) / 118 in (EU) × 140 in
- Länge × Breite × Höhe: 12,07 m × 3,05 m (US) / 3,0 m × (EU) 3,56 m
- Gesamtgewicht: 93.000 lbs (42.183 kg). Berechnet aus max. Achslast von 31.000 lbs (14.061 kg); Nach [7] soll er aber dennoch 2.000 lbs. (907 kg) leichter als der Striker 3000 sein.
- Löschmittelabgabe: Frontmonitor (optional Absenkbar) sowie Dachmonitor oder Snozzle HRET mit 15,24 m (50 ft) oder 19,81 m (65 ft) Einsatzhöhe
- Optional: Lenkbare Hinterachse

Technische Daten Striker 6×6 v2 (ab ca. 2021)
- Löschmittelabgabe: Frontmonitor (optional Absenkbar) sowie Dachmonitor oder Snozzle HRET mit 15,24 m (50 ft) oder 19,81 m (65 ft) Einsatzhöhe
- Optional: Lenkbare Hinterachse

## 4500 8×8

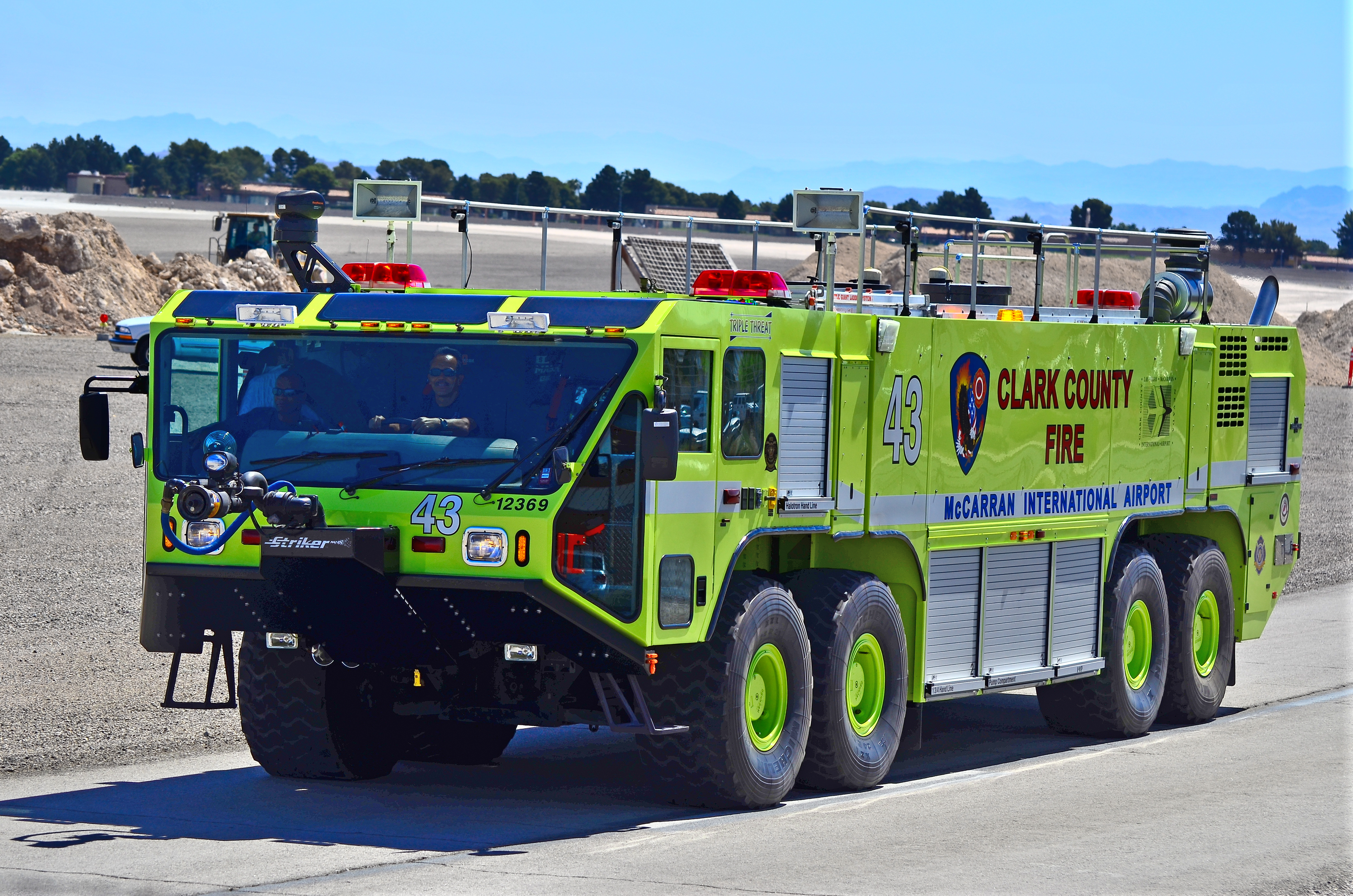
Oshkosh Striker 4500 – Las Vegas – McCarran International (LAS / KLAS) USA – Nevada

Der Striker 4500, neuerdings Striker 8×8 genannt, ist ein Vier-Achsiges Fahrzeug das genauso viel Löschmittel transportieren kann wie der Striker 4×4 und der Striker 6×6 zusammen. Seine Hauptmerkmale sind:
- Besatzung: 1+4
- Pumpenmotor: Power divider
- Mögliche mitgeführte Wassermenge: 4.500 gallons (17.029 l)
- Löschmittelabgabe: Frontmonitor (optional Absenkbar) sowie Dachmonitor oder Snozzle HRET mit 15,24 m (50 ft) oder 19,81 m (65 ft) Einsatzhöhe

Gegenüber den beiden anderen Größen gab es das erste Redesign erst 2017, als er mit den zwei Motoren auf der FDIC International präsentiert wurde.
Das Fahrzeug gibt es in drei Generationen.
Genauere Daten des Striker 4500 findet man in 
 sowie ein Update in  (PDF
). Daten zur ersten Version des Striker 8×8 in . Zum neuesten Design findet sich auf der Oshkosh Striker 8×8 Seite (PDF) kaum noch Daten. Auf der Oshkosh Übersichtsseite ist wenigstens die Wasser- und Schaummenge.
Technische Daten Striker 4500 (ca. 2001)
- Motor: Caterpillar C-18 diesel; 950 bhp (708 kW)
- Beschleunigung: 0–80 km/h in 35 Sekunden
- Höchstgeschwindigkeit: 112 km/h
- Länge × Breite × Höhe: 535 in × 122 in × 136 in / 160 in (65 ft HRET)[10] / 150 in (HRET)[27]
- Länge × Breite × Höhe: 13,589 m × 3,10 m × 3,354 m / 4,06 m (65 ft HRET) / 3,81 m (HRET)
- Gesamtgewicht: 116.000 lbs (52.608 kg)
- Gesamtgewicht: 124.000 lbs (56.246 kg) Ab ca. 2010 parallel zu den Striker 4×4 und 6×6[11] (PDF[28]).
- Mögliche mitgeführte Schaummittelmenge: 630 gallons (2.384 l)

Technische Daten Striker 8×8 (ca. 2017)
- Motor: 2× Scania DC16; 2× 770 bhp
- Beschleunigung: 0–80 km/h in 20 Sekunden
- Höchstgeschwindigkeit: 77,6 mph (125 km/h)
- Gesamtgewicht: 124.000 lbs (56.246 kg)
- Mögliche mitgeführte Schaummittelmenge: 540 gallons (2.044 l)

Technische Daten Striker 8×8 v2 (ca. 2021)
- Mögliche mitgeführte Schaummittelmenge: 630 gallons (2.384 l)
- Lenkbare Hinterachse

## Varianten

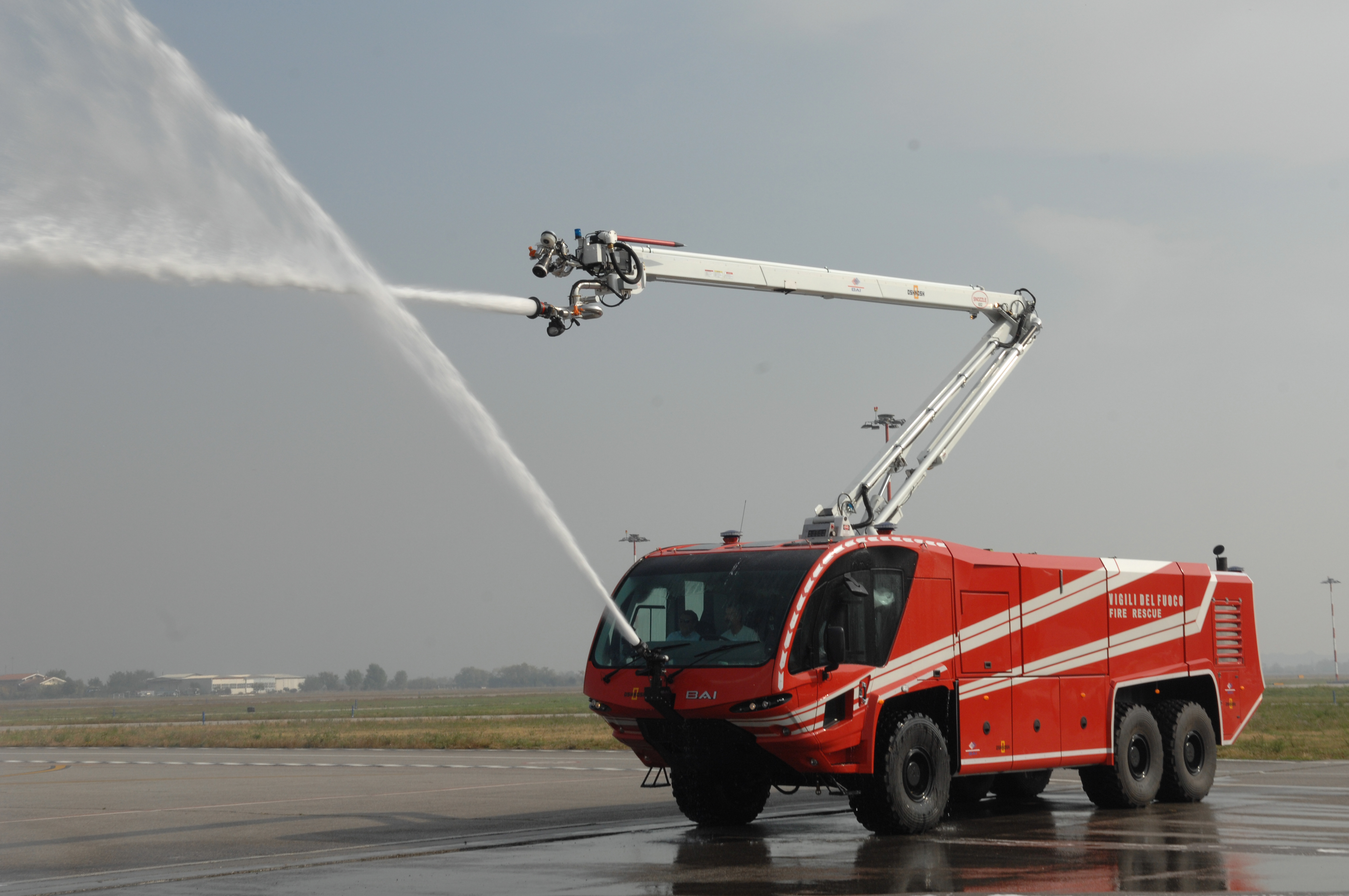
BAI Striker mit HRET in Angriffsposition

Es gibt auch Fahrzeuge die auf einem Striker Fahrwerk aufbauen wie z. B. der Striker E von BAI.